# Мостобудування

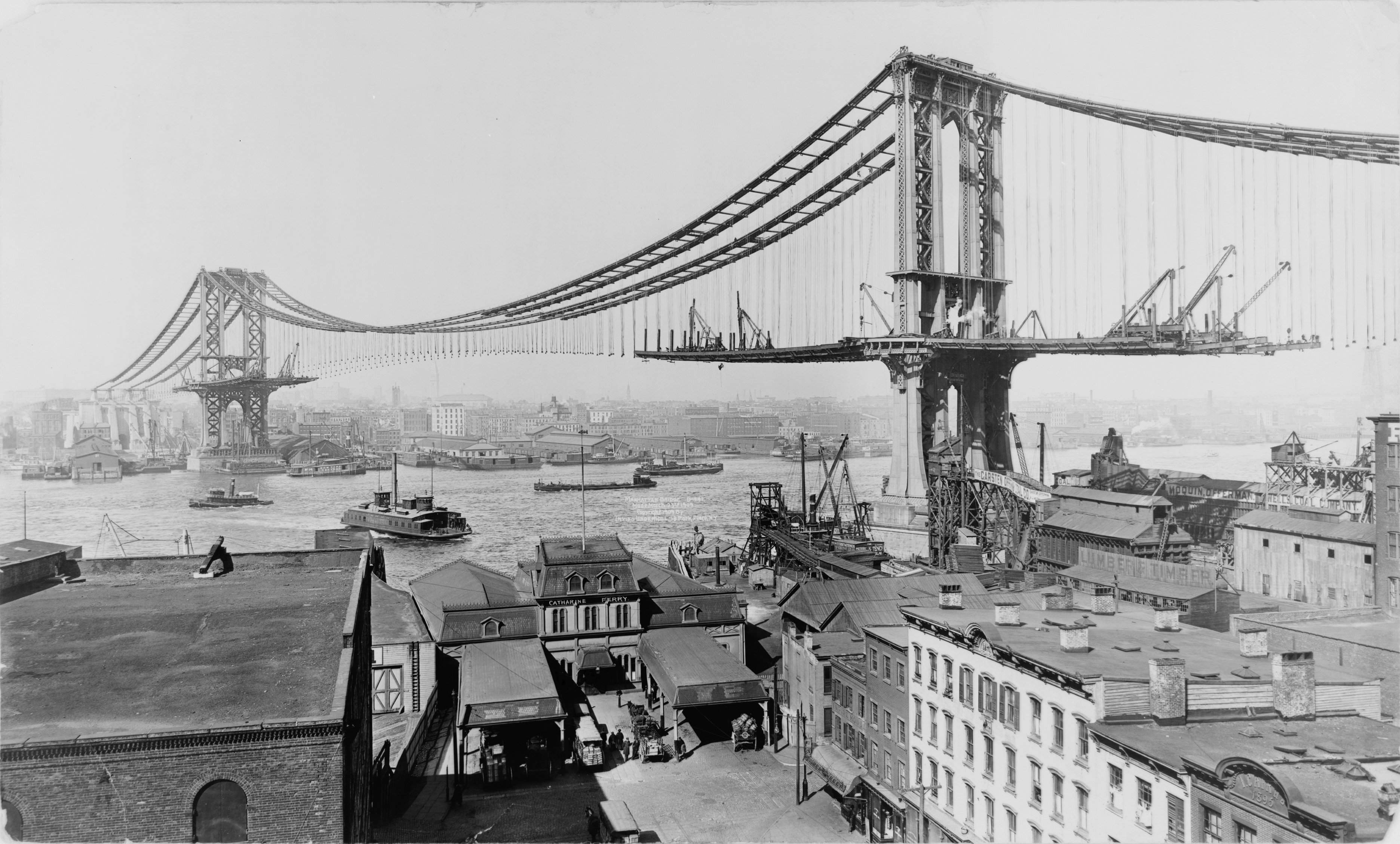
Будівництво Мангеттенського мосту у 1909 році

Мостобудування, Будівництво мостів — зведення інженерних конструкцій, що забезпечують транспортним засобам та пішоходам проїзд/прохід через природні чи створені людьми перешкоди: річки, протоки, долини, яри, каньйони, канали, водотоки, інші дороги, і з'єднують у єдину мережу подібні транспортні системи.
Мости є незамінними сполучними ланками комунікацій. Вони значно збільшують можливості переміщення людей і вантажів.

## Історія будівництва мостів

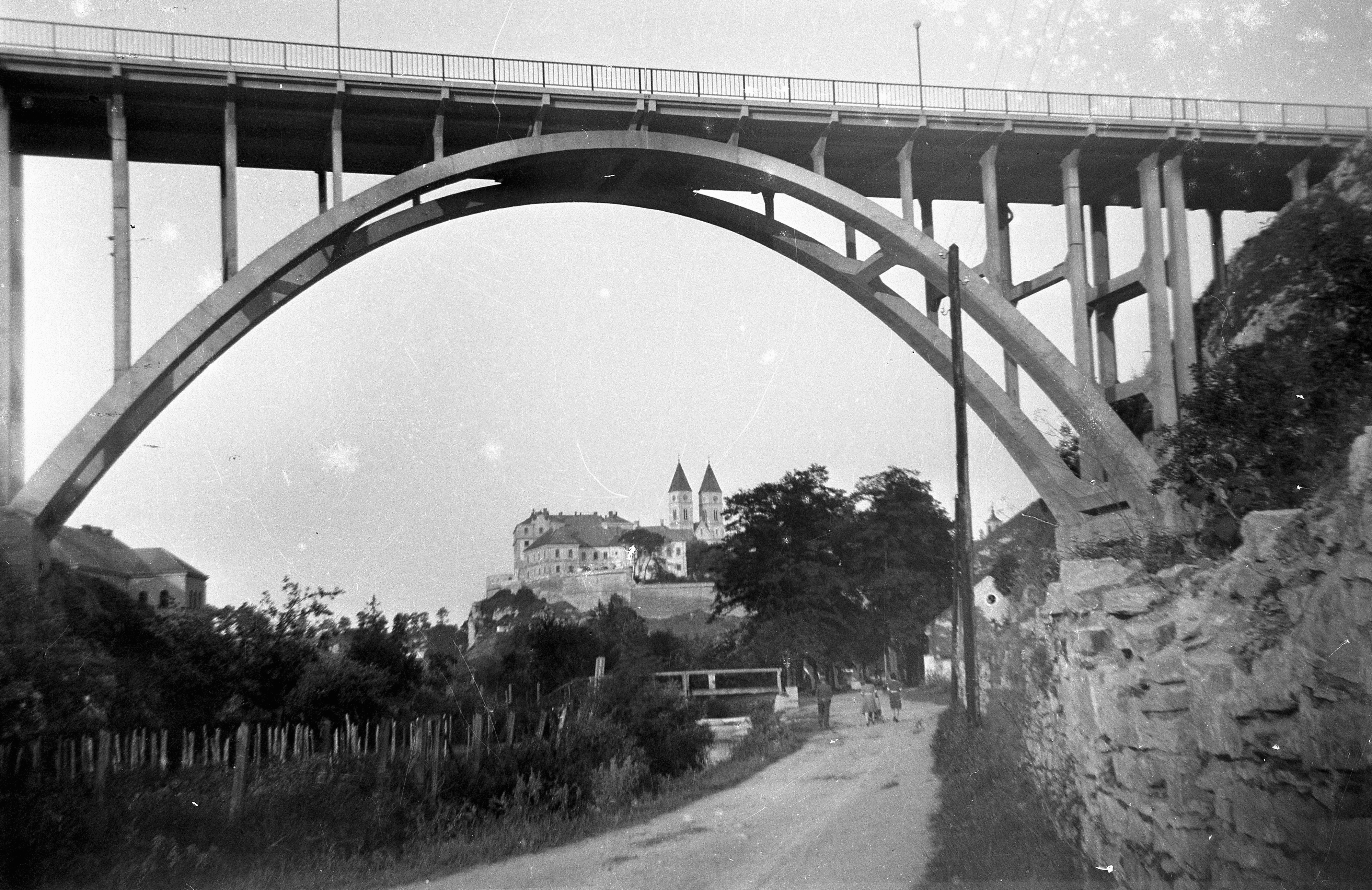
Міст в Угорщині (1939)

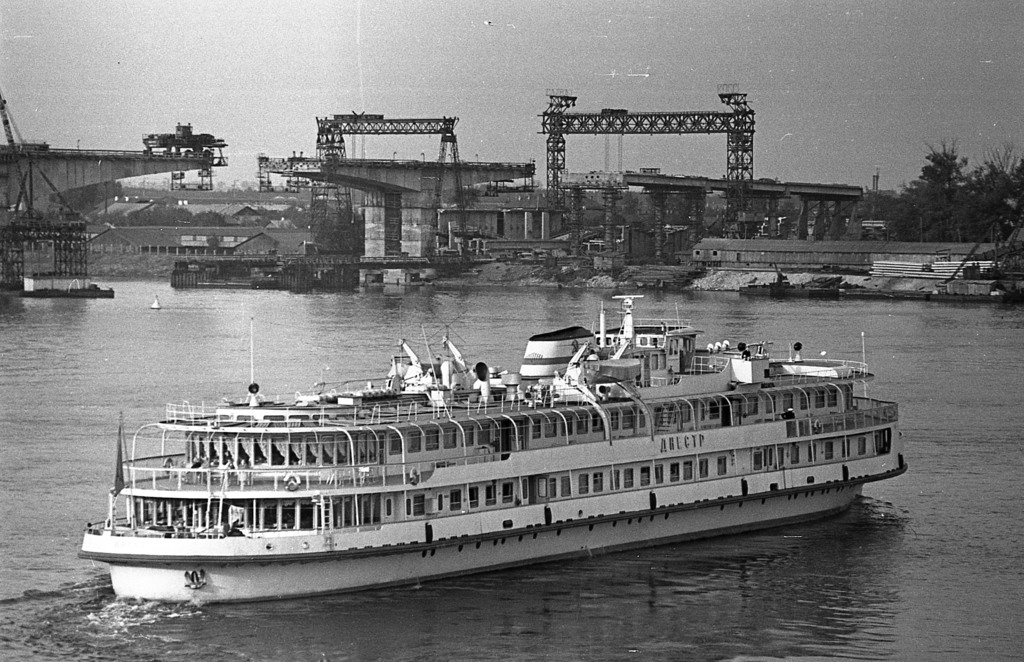
Будівництво Жовтневого мосту

Слова, що позначають термін «міст», різними мовами зустрічаються практично у всіх стародавніх народів, що залишили якісь писемні пам'ятки.
Першими мостами були пішохідні, що складаються з однієї колоди, або декількох скріплених між собою колод. Для настилу використовували обтесані колоди — брус або товсті дошки.
Споруджувалися мости в місцях найбільшого зближення протилежних берегів річки, струмка або ущелини, що істотно полегшує процес створення будь-якого моста. У разі великої довжини прольоту, колоди, аби надто не прогиналися, знизу підпирались похилими розпірками — іншими колодами, створюючими з настилом жорсткий каркас, несучу конструкцію або просторову ферму.
З епохи мегалітів археологами знайдені залишки деяких кам'яних мостів, виконаних у вигляді склепінь і арок. Для таких масивних мостів вже потрібно спорудження потужних опор.
Один із перших відомих мостів був побудований у VII ст. до н. е. у Вавилоні через Євфрат. Опори були з випаленої глиняної цегли на бітумному розчині. У 481 р. до н. е. правитель Персії Ксеркс збудував наплавний міст через протоку Геллеспонт довжиною 1300 м.
Стародавні римляни звели значну кількість мостів із дерева, каменю (з нього будували аркові мости і акведуки, десятки яких збереглися), активно використовуючи цементний розчин.
На території України мости будували переважно з дерева з часів Київської Русі. Опори влаштовували рамні, палеві або ряжеві, наповнені каменем, прогони — балкові або ригельно-підкісні.
У збірнику юридичних норм «Руська Правда» (1015—1016) Ярослава Мудрого стаття «Урок мостникам» регулювала вартість робіт із влаштування опор і прогонів.
У XI—XII ст. мости будували переважно в містах. Це були кам'яні (на зразок римських) або балкові дерев'яні.
В інших випадках, на краях мосту будувалися спеціальні вежі-опори, між якими простягали міцні канати та ланцюги, пізніше сталеві троси, на які підвішувалися прольоти мосту. Так виникли висячі і вантові мости. Наприклад, в Україні перший такий міст зведено в Києві у 1963 році (Рибальський через гавань Дніпра). Потім у 1976  звели Північний (Московський) міст через Дніпро в Києві з найбільшим у СРСР прогоном — 300 м.
У середньовічних європейських фортечних замках над ровом перед єдиними воротами функціонували підйомні розвідні мости.
З розвитком металургії і появою залізничного і автомобільного транспорту, розміри і вартість мостів істотно зросли. З'явилися нові технології створення мостів. Перший металічний міст із чавуну було збудовано у 1775—1779 роках в Англії через р. Северн (арковий з основним прогоном 30,5 м, зберігся). Поява залізниць у 1825 році стимулювала розвиток мостобудування, коли виникла потреба у зведенні значної кількості мостів, здатних витримувати великі навантаження.
У Києві через Дніпро у 1848—1853 роках було збудовано Миколаївський ланцюговий міст за проектом і під керівництвом інженера Ч. Віньйоле. Мостове полотно складалося з ґратчастих балок, які кріпили до ланцюгів металічними стержнями (довжина — 776 м, основний прогін — 143 м.) на той час міст був одним із найбільших у Європі.
Для зменшення відстані між берегами річки і, таким чином, розмірів мосту, на значну частину впоперек ріки, протоки, або затоки насипалися дамби і греблі, а більш дорога конструкція моста споруджувалася тільки над порівняно невеликою ділянкою фарватеру річки для забезпечення протоку води і проходу кораблів.
Іноді для мосту на мілководді, в дно забиваються палі, на які потім водружаются мостові прольоти.
Перший у світі суцільнозварювальний міст, виконаний з допомогою автоматичного зварювання, було споруджено у 1953 році в Києві через Дніпро за проектом, розробленим під керівництвом Євгена Патона.

## Сучасні технології зведення мостів

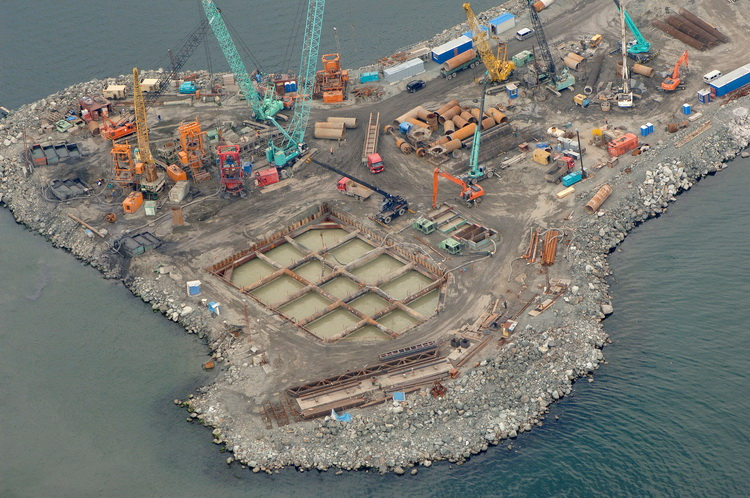

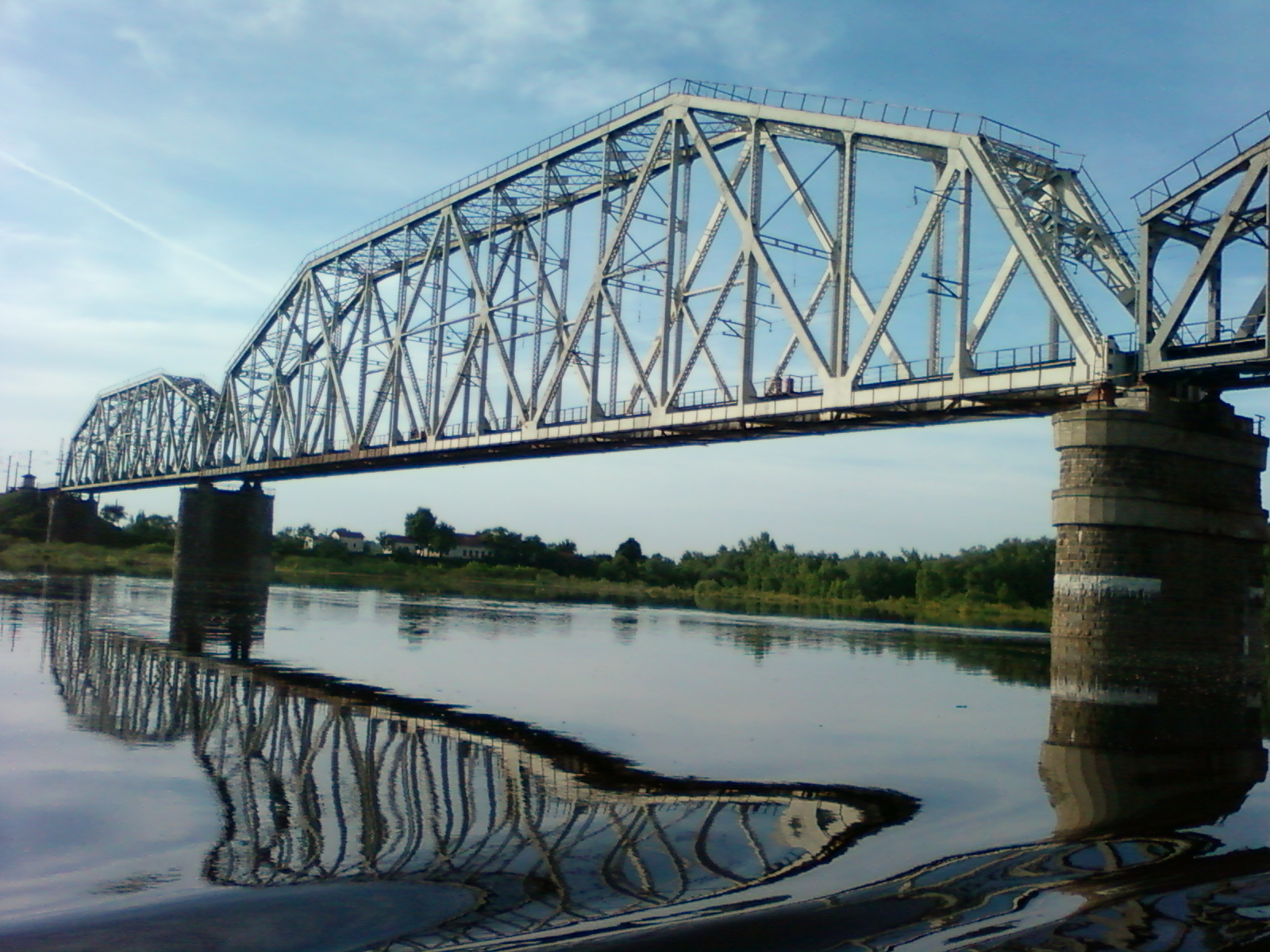
Міст через Десну

### Підготовчі роботи
Спорудження моста починається з комплексного інженерного та інженерно-геодезичного вишукування. Проводяться різні виміри. Для майбутнього мосту, зазвичай, вибирають місце з мінімальною відстанню між протилежними берегами річки, протоки, затоки або водосховища. У багатьох випадках це відстань ще більше скорочують шляхом створення штучного насипу назустріч до протилежного берега. У цих випадках, для безперешкодного протоку води і судноплавства, земснарядами поглиблюють фарватер (тальвег), над яким тільки й споруджується високий проліт мосту.
В інших випадках економічно вигідніше використовувати природні острови, які дозволяють суттєво зменшити довжину моста, що будується. На мілинах, що зустрічаються на шляху або насипають штучні острови та прокладають по них дорогу, або зводять тільки опори мосту. Однак частіше місця будівництва опор визначаються довжиною прольотів майбутнього мосту, незалежно від глибин річки або протоки.

### Зведення опор
Способів спорудження мостових опор досить багато, удосконалення їх конструкцій і винахід нових форм і матеріалів для них — поширене явище.
Фундаменти опор моста можуть знаходитися як на березі, так і під водою, відповідно, до них застосовуються різні способи їх спорудження. Для перших виривається котлован, в якому забиваються палі, споруджується опалубка всередині якої каркас із сталевої арматури, який потім заливається бетоном, досягаючи, таким чином, потрібних форм і розмірів.
Під водою котлован під фундамент опори можна вирити земснарядом. Так само забиваються палі. Каркас із сталевої арматури споруджується на березі і підйомним краном потім опускається на дно в підводний котлован. Для бетонування під водою зазначене місце осушують за допомогою кесонів, або використовують спеціальний цемент, який швидко твердіє під водою. Опора, що розміщається на підводному фундаменті повинна мати форму льодоруба, зверненого проти течії річки. На опорах можуть надбудовувати високі пілони для підтримки основних (несучих) тросів у висячих мостах.

### Спорудження прольотів
Технології спорудження прольотів залежать від форм мостів. Використовуються підйомні крани, риштування, опалубки, тимчасові підтримувальні конструкції. Для монтажу прогонових будов методом насування використовують шляхи ковзання, підйомні та штовхальні гідродомкрати, аванбеки, а також перевантажувальні столики з підйомними гідродомкратами. В інших випадках основна ферма мосту споруджується на березі, завантажується на баржі, на яких транспортується до готових опор майбутнього мосту, і підйомними пристроями встановлюється на відведене їй місце. Для арочних і склепінних мостів встановлюють будівельні ліси, систему розпірок, споруджують тимчасові конструкції, які після закінчення будівництва моста розбирають.
На будівельних майданчиках біля споруджуваних мостів виникають робітничі селища і навіть цілі заводи з виготовленню окремих конструкцій, великих елементів і блоків мосту, що перевозяться різними видами транспорту. Монтаж металоконструкцій на місці здійснюється шляхом зварювання, заклепки, гвинтових з'єднань (болти). Конструкції з металу вимагають захисту від корозії.
Поширеними, економічними мостами, що швидко споруджуються є мости з попередньо напруженого залізобетону. Вони можуть бути побудовані ступінчастими чи струміневим методами або вибійкою.
Під час будівництва висячих і вантових мостів прокладаються канати або розтяжки. Для висячих мостів, троси складаються з ниток, які встановлюються окремо, а потім збираються на кінцях. Навантаження на троси розподіляється рівномірно.
Мости в Україні будує «Мостотрест-1» та підпорядковані йому мостозагони, МБУ-1, МБУ-2, ВАТ «Мостобуд», ТОВ «БК Трансміст» тощо.

### Навчання на мостобудівельників
Підготовку фахівців із мостобудування здійснюють у Національному транспортному університеті (Київ), Дніпровському університеті залізничного транспорту, Харківському автомобільно-дорожному технічному університеті, Національному університеті «Львівська політехніка».